# Kościół Chrystusa Króla w Bielikowie
Kościół Chrystusa Króla w Bielikowie – katolicki kościół filialny zlokalizowany we wsi Bielikowo w gminie Brojce, w powiecie gryfickim (województwo zachodniopomorskie). Jest filią parafii Najświętszego Serca Pana Jezusa w Brojcach.

## Historia i architektura
Wzniesiony w XV wieku kościół jest budowlą salową, orientowaną, sytuowaną na planie prostokąta. Murowany jest z kamienia i cegły. Na przełomie XIX i XX wieku został przebudowany. Od wschodu posiada wielobocznie zamknięte prezbiterium. Korpus główny oskarpowany dwuuskokowo, nakryty jest dwuspadowym dachem. Od strony zachodniej do nawy dostawiona jest trzykondygnacyjna wieża, zwieńczona sterczynami i kwiatonami. Okna zakończone są ostrołukowo.
Wnętrze kościoła nakrywa drewniany, belkowany strop. Nad wejściem znajduje się wsparta na czterech słupach drewniana empora, na której umieszczone są organy. W centralnej części prezbiterium umieszczony jest duży drewniany krzyż z figurą Chrystusa, poniżej którego znajduje się tabernakulum. Zachowała się neogotycka ambona.
Po II wojnie światowej kościół został poświęcony jako świątynia katolicka w dniu 1 września 1945 roku przez ks. Kazimierza Rudawskiego TChr.

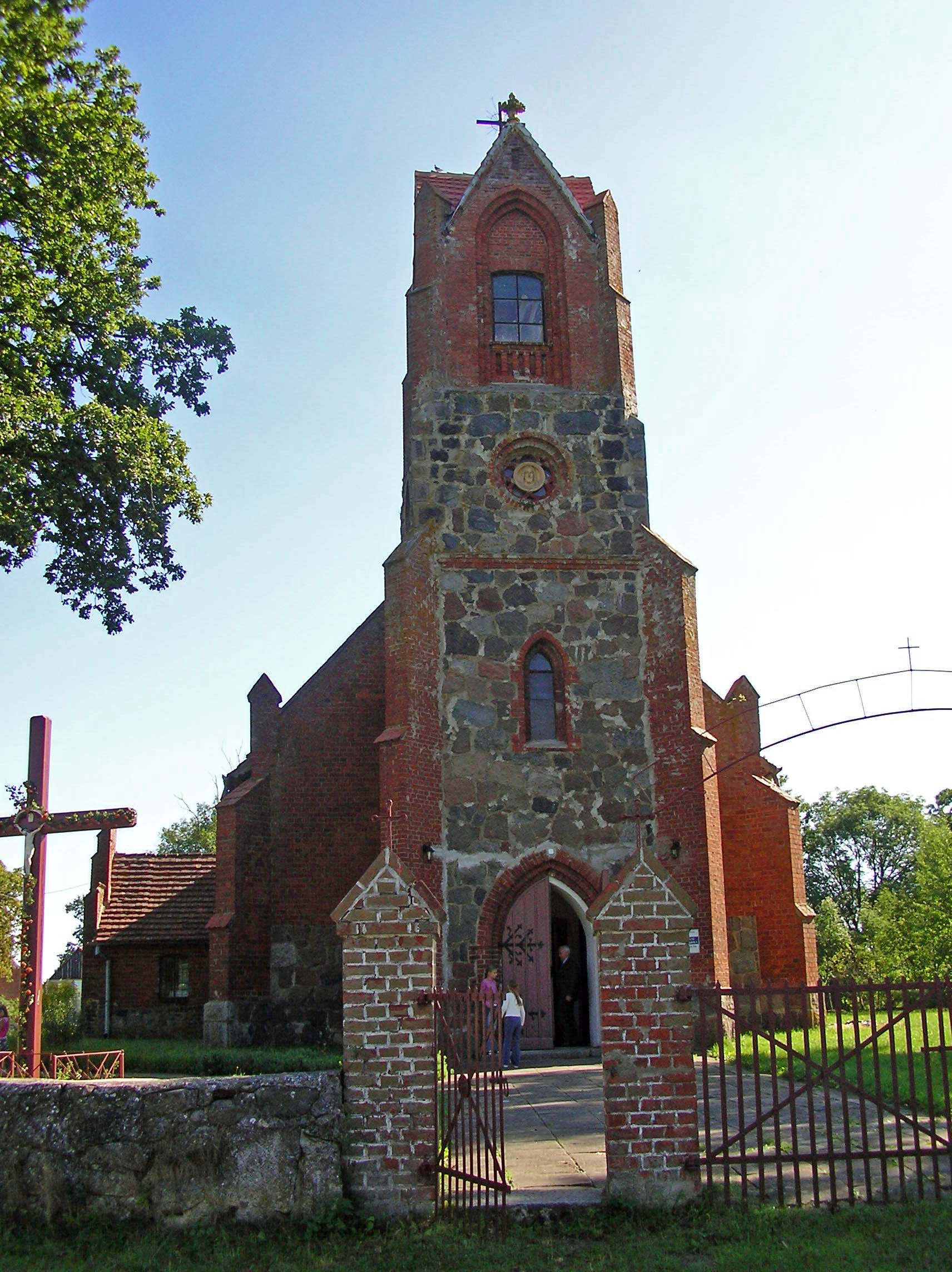
Wieża kościelna
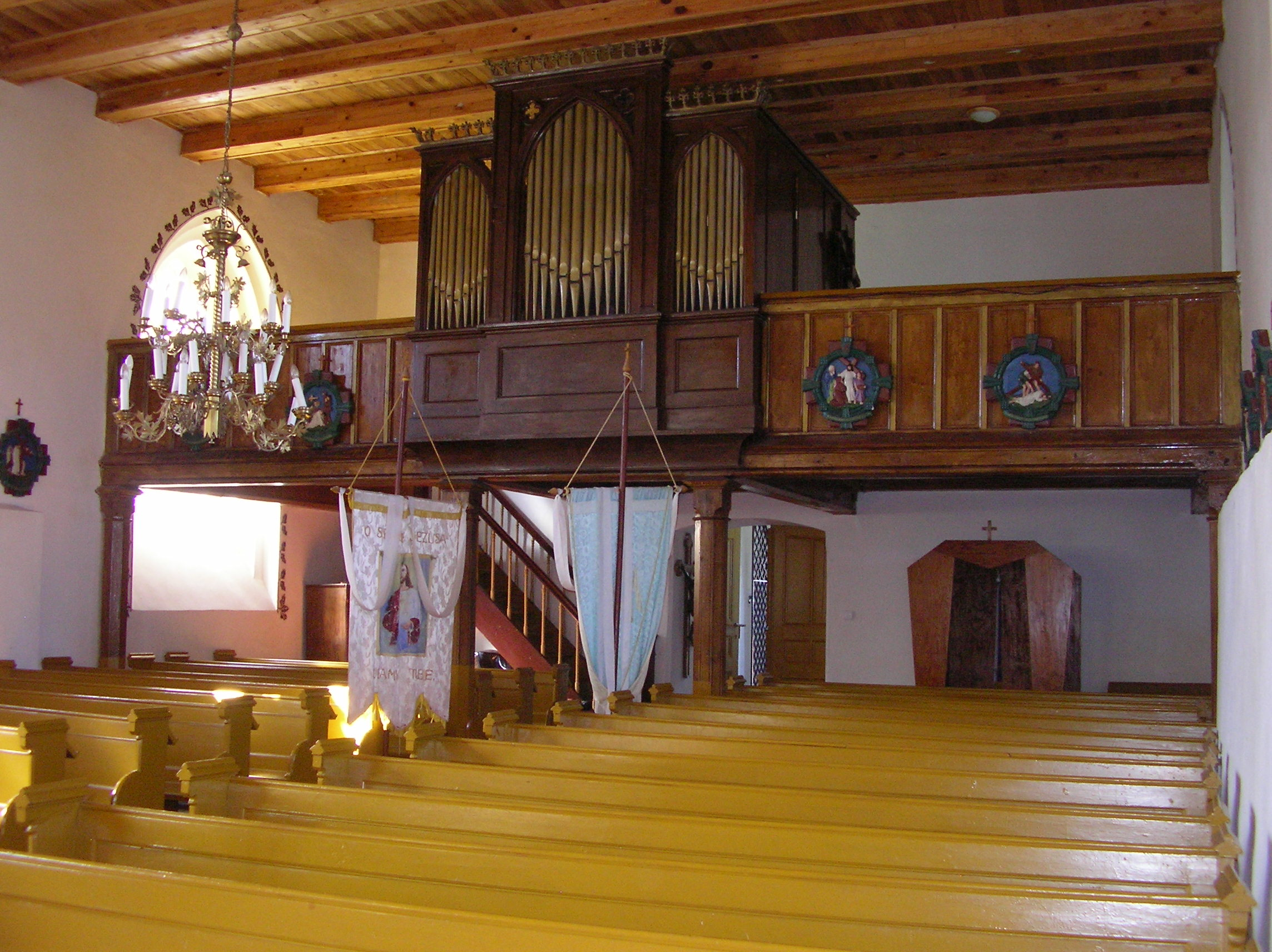
Empora z organami
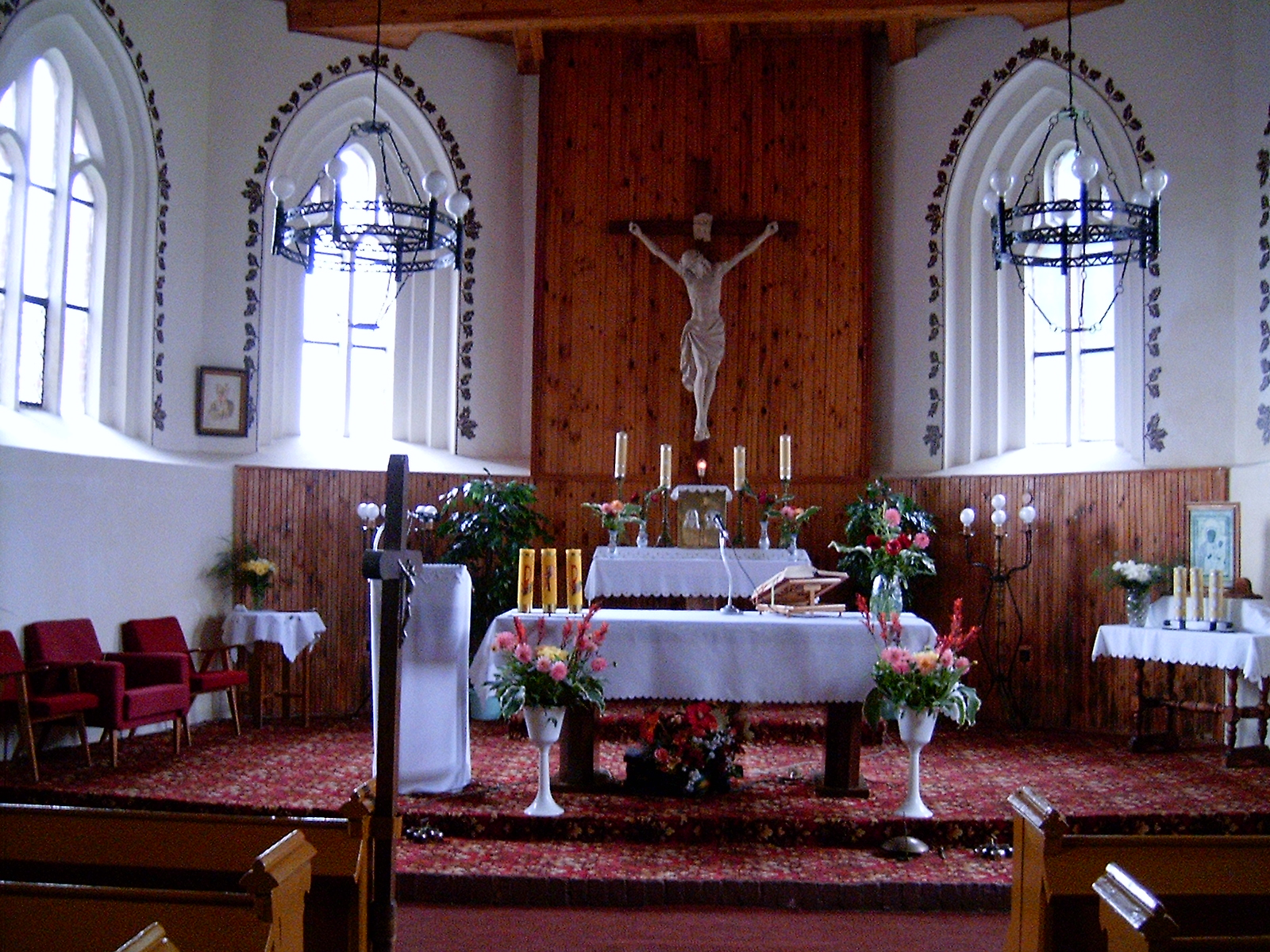
Widok na prezbiterium